# Mieczysław Sylwester Bobrownicki-Libchen
Mieczysław Sylwester Bobrownicki–Libchen (ur. 1 stycznia 1900 w Warszawie, zm. 21 kwietnia 1965 w Londynie) – kapitan piechoty Wojska Polskiego II Rzeczypospolitej, legionista Józefa Piłsudskiego.
Urodził się w inteligenckiej rodzinie o tradycjach patriotycznych i powstańczych. Był synem Aleksandra i Julii z Bocheńskich i bratem Teofila, Róży, Ludwiki i Juliusza. Wnuk Aleksandra Bobrownickiego. Bliski kuzyn Władysława Broniewskiego.

## Przebieg służby wojskowej
12 października 1915 roku ochotniczo wstąpił do 1 pułku piechoty I Brygady Legionów Polskich służąc w 10 kompanii jako szeregowiec. Od 19 lipca 1917 roku – po kryzysie przysięgowym – instruktor Polskiej Organizacji Wojskowej w powiecie zamojskim, miechowskim i w Warszawie.
1 listopada 1918 roku wstąpił do Wojska Polskiego w ramach 16 kompanii Obrony Lwowa w Krakowie (Krakowska Kompania Odsieczy Lwowskiej wcielona później do 4 pp Legionów). 23 listopada 1918 roku przydzielony do 10 kompanii 4 pp Legionów jako dowódca sekcji. 29 listopada 1918 roku przydzielony do szwadronu Jazdy Lwowskiej „Wilki” jako podoficer. 10 marca 1919 roku przeniesiony do 38 pułku piechoty Strzelców Lwowskich jako dowódca plutonu.
8 października 1919 roku odkomenderowany na pięciomiesięczny kurs oficerski do Szkoły Podchorążych w Warszawie. Po ukończonym kursie 18 marca 1920 roku przydzielony do 43 pułku piechoty Strzelców Kresowych z Dubna. Od 22 lipca 1920 roku dowódca plutonu 10 kompanii 43 pp. 31 sierpnia 1920 roku ranny w głowę od ciosu szablą w czasie bitwy pod Komarowem, gdzie WP stoczyło walkę z konnicą Siemiona Budionnego. Ze szpitala wychodzi w dniu 29 września 1920 roku i wraca do 43 pp, gdzie w krótkim czasie zostaje dowódcą plutonu 2 kompanii, potem czasowo dowódcą 2 kompanii, a 29 grudnia adiutantem batalionu sztabowego. 30 kwietnia zostaje dowódcą 1 kompanii, zaś 21 sierpnia 1921 roku zostaje dowódca plutonu 2 kompanii. 4 października 1921 roku objął funkcję referenta oświatowego I batalionu z równoczesnym pozostawieniem go jako oficera instrukcyjnego 2 kompanii 43 pp. 1 lutego 1922 roku objął czasowo funkcję dowódcy 1 kompanii 43 pp. 20 marca 1922 roku odkomenderowany na kurs dokształcający przy DOK Lublin. 25 listopada 1922 roku odszedł do Centrum Szkolenia Podoficerów Piechoty nr 2 w Grudziądzu. 22 października 1923 roku wraca do 2 kompanii, a potem 3 kompanii 43 pp jako oficer młodszy. Od 12 grudnia 1923 roku adiutant batalionu szkolnego piechoty Okręgu Korpusu Nr II we Włodzimierzu.
15 października 1924 roku przeniesiony do 71 pułku piechoty, gdzie dowodzi plutonem 2 kompanii. Odbywa też pięciomiesięczny kurs w Centrum Szkolenia Podoficerów Zawodowych Piechoty w Chełmnie. W dniu 6 marca 1926 roku wyznaczony dowódcą plutonu 6 kompanii 71 pp. W maju 1926 roku wziął udział w przewrocie majowym. Został wówczas ranny w stopę. Po przewrocie majowym przydzielony z 71 pp w Ostrowi do Komendy Miasta St. Warszawy. 29 września 1928 roku przeniesiony do 37 pułku piechoty w Kutnie. Dowodził kompanią instrukcyjną oraz w latach 1937–1939 7 kompanią III batalionu.
1 września 1939 roku znalazł się w 144 pułku piechoty rezerwowej 44 Dywizji Piechoty Rezerwowej Armii „Łódź”, gdzie został I adiutantem dowódcy pułku – ppłk. piech. Władysława Dzióbka. Pełnił tę funkcję do 18 września 1939 roku. Od 18 września 1939 dowódca kwatery głównej 44 Dywizji Piechoty Rezerwowej. Uczestnik obrony Warszawy na odcinku Saska Kępa – Grochów pod dowództwem płk. Eugeniusza Żongołłowicza.
Po kapitulacji Warszawy od 28 września 1939 roku w niewoli niemieckiej w oflagach: X B Nienburg, X A Itzehoe i Sandbostel, X C Lubeka i II C Woldenberg – Dobiegniew (od 20 kwietnia 1942 roku do 25 stycznia 1945 roku). W wyniku ewakuacji oflagu Woldenberg po trzech miesiącach wyczerpującego marszu przekroczył Łabę, gdzie został wyzwolony przez wojska brytyjskie. Wstąpił do Polskich Sił Zbrojnych. Trafił na leczenie do Francji, gdyż był skrajnie wyczerpany i ciężko chory na bronchit. W roku 1945 w ramach PSZ prowadził sekcję bokserską. Wstąpił później do Polskiego Korpusu Przysposobienia i Rozmieszczenia. Następnie rozpoczął służbę w Polskich Oddziałach Wartowniczych przy armii amerykańskiej. W oddziałach tych służył głównie we Francji do 1965 roku.
Z zamiłowania był historykiem. Prowadził w Bar-le-Duc we Francji kwerendę prasy francuskiej z okresu powstania styczniowego. Dokonał wyboru kilkuset artykułów i przetłumaczył je na język polski. Publikacja ukazała się w 1963 roku w Vassincourt pod tytułem „Powstanie Styczniowe w 1863 roku w komunikatach Le Moniteur Universel”. Zachował polskie obywatelstwo, nigdy nie starał się o inne. Rodzinną Warszawę i Kutno, gdzie mieszkał w latach 1928–1939 po raz ostatni widział w 1939 roku. Zmarł w Londynie 21 kwietnia 1965 roku i został pochowany na cmentarzu North Sheen.

## Wojny
- I wojna światowa
- Wojna polsko-ukraińska
- wojna polsko-bolszewicka
- II wojna światowa
- kampania wrześniowa

## Awanse
- szeregowy – 12 października 1915
- kapral – 1 listopada 1918
- plutonowy – 1 stycznia 1919
- podchorąży – 18 marca 1920
- podporucznik – 20 września 1920
- porucznik – 1 stycznia 1923
- kapitan – 1 stycznia 1933

## Ordery i odznaczenia
- Krzyż Niepodległości (24 października 1931)[2]
- Krzyż Walecznych (dwukrotnie)
- Srebrny Krzyż Zasługi (10 listopada 1928)[3]
- Medal Pamiątkowy za Wojnę 1918–1921
- Medal Dziesięciolecia Odzyskanej Niepodległości
- Odznaka „Za wierną służbę”
- Medal Wojny 1939–1945 (Wielka Brytania)